# Danmarks amter (1970-2006)
 For alternative betydninger, se Danmarks amter. (Se også artikler, som begynder med Danmarks amter)
Fra Kommunalreformen i 1970 til 31. december 2006 var Danmark inddelt i de nedenfor nævnte amter. De blev nedlagt som følge af Strukturreformen i 2007, og deres opgaver bliver nu varetaget af henholdsvis de fem nye regioner, staten og de nu 98 kommuner.

## Liste over amter
Liste over Danmarks 13 nedlagte amter, samt 3 kommuner med amtsfunktion:
| 1. Københavns Kommune 2. Frederiksberg Kommune 3. Københavns Amt 4. Frederiksborg Amt 5. Roskilde Amt 6. Vestsjællands Amt 7. Storstrøms Amt 8. Fyns Amt 9. Sønderjyllands Amt 10. Ribe Amt 11. Vejle Amt 12. Ringkjøbing Amt 13. Viborg Amt 14. Nordjyllands Amt 15. Århus Amt 16. Indtil 2002: Bornholms Amt Fra 2003: Bornholms Regionskommune 17. Indtil 1979: Grønlands Amt (ikke vist på kortet) Fra 1979: Grønlands Hjemmestyre |

Københavns Kommune, Frederiksberg Kommune og Bornholms Regionskommune fungerede også som amter. Københavns og Frederiksberg kommuner fordi de historisk har særstatus, mens de bornholmske vælgere ved en folkeafstemning den 29. maj 2001 besluttede at slå de fem bornholmske kommuner og amtskommunen sammen.
Andre områder stod helt uden for den amtslige inddeling. Ertholmene har særstatus ved ikke at indgå i den kommunale inddeling af Danmark.

## 1979
- Med Grønlands hjemmestyrelov ophæves Grønlands Amt, som var en ligestillet dansk amt (se: Grønlands historie#Grønlands amt).